# Bussum
Bussum (uitspraakⓘ) is een plaats in de regio het Gooi, in het zuidoosten van de Nederlandse provincie Noord-Holland. Tot 2016 was Bussum tevens een gemeente. Op 1 januari van dat jaar ging deze op in de nieuwe gemeente Gooise Meren, waarvan Bussum de hoofdplaats is.

## Kerngegevens
De voormalige gemeente telde op 31 maart 2015 volgens het CBS 32.908 inwoners (op het hoogtepunt in 1966 nog 42.000) op een oppervlakte van 8 km² met nauwelijks wateroppervlak. Daarmee was Bussum in oppervlakte de kleinste en dichtstbevolkte gemeente van het Gooi. Na de gemeenten Hilversum en Huizen had zij de meeste inwoners. Het inwonertal is het laatste decennium door inbreiding gestabiliseerd tot boven de 30.000 terwijl de bevolking vergrijst. In 2011 was 18,8% van de inwoners ouder dan 65, het Nederlands gemiddelde was datzelfde jaar 15,6%. Bussum neemt qua welstand in het Gooi een middenpositie in. Het gemiddeld inkomen ligt in Bussum lager dan dat in de kleinere omringende plaatsen Blaricum, Laren en Naarden, maar hoger dan dat in het grotere Hilversum en Huizen.

### Fusie
Na decennialange discussies is een begin gemaakt met de door de provinciale overheid gewenste gemeentelijke fusies in het Gooi. Per 1 januari 2016 is Bussum samen met Naarden en Muiden gefuseerd tot de nieuwe gemeente Gooise Meren.

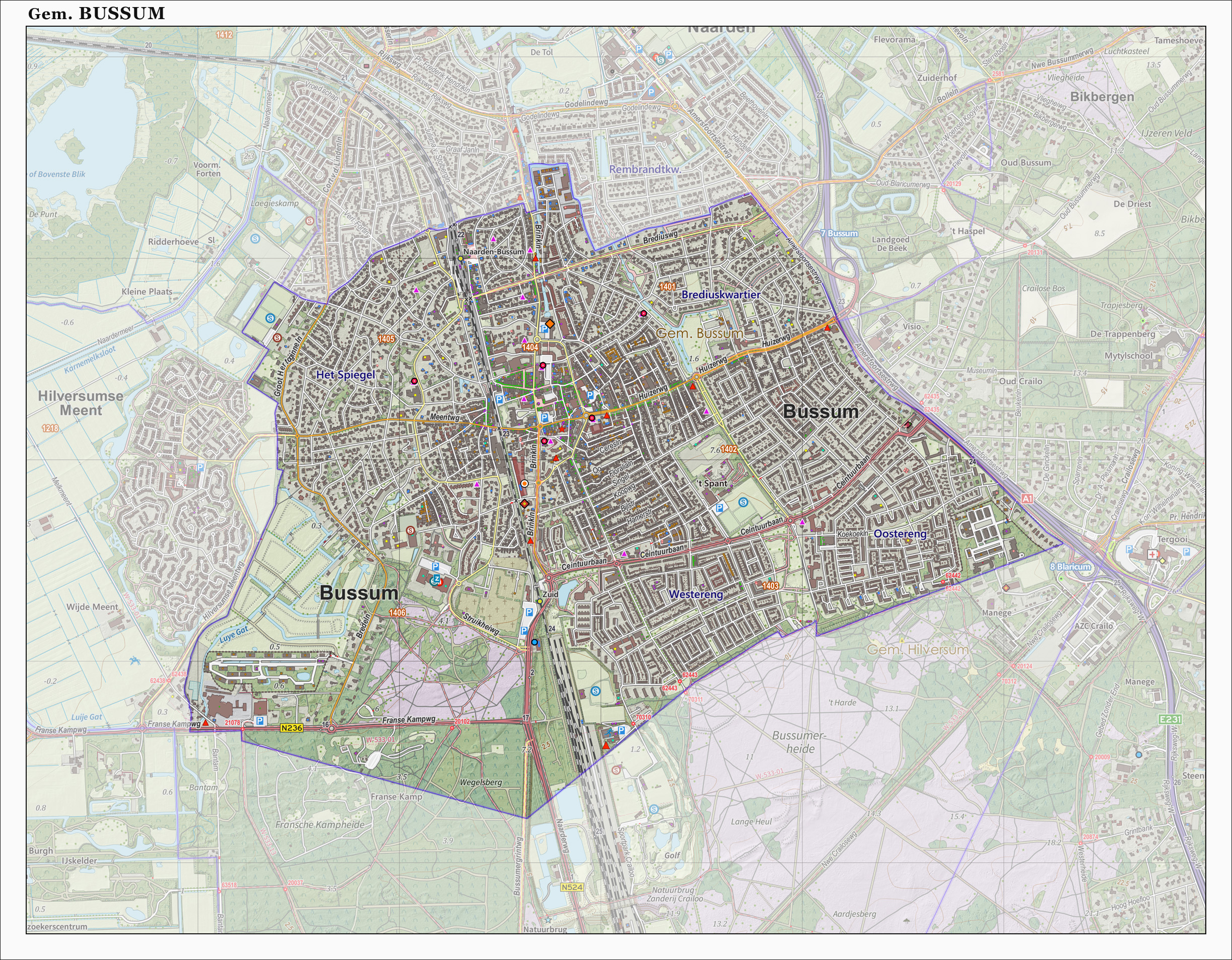
Topografische gemeentekaart van Bussum, per juni 2015

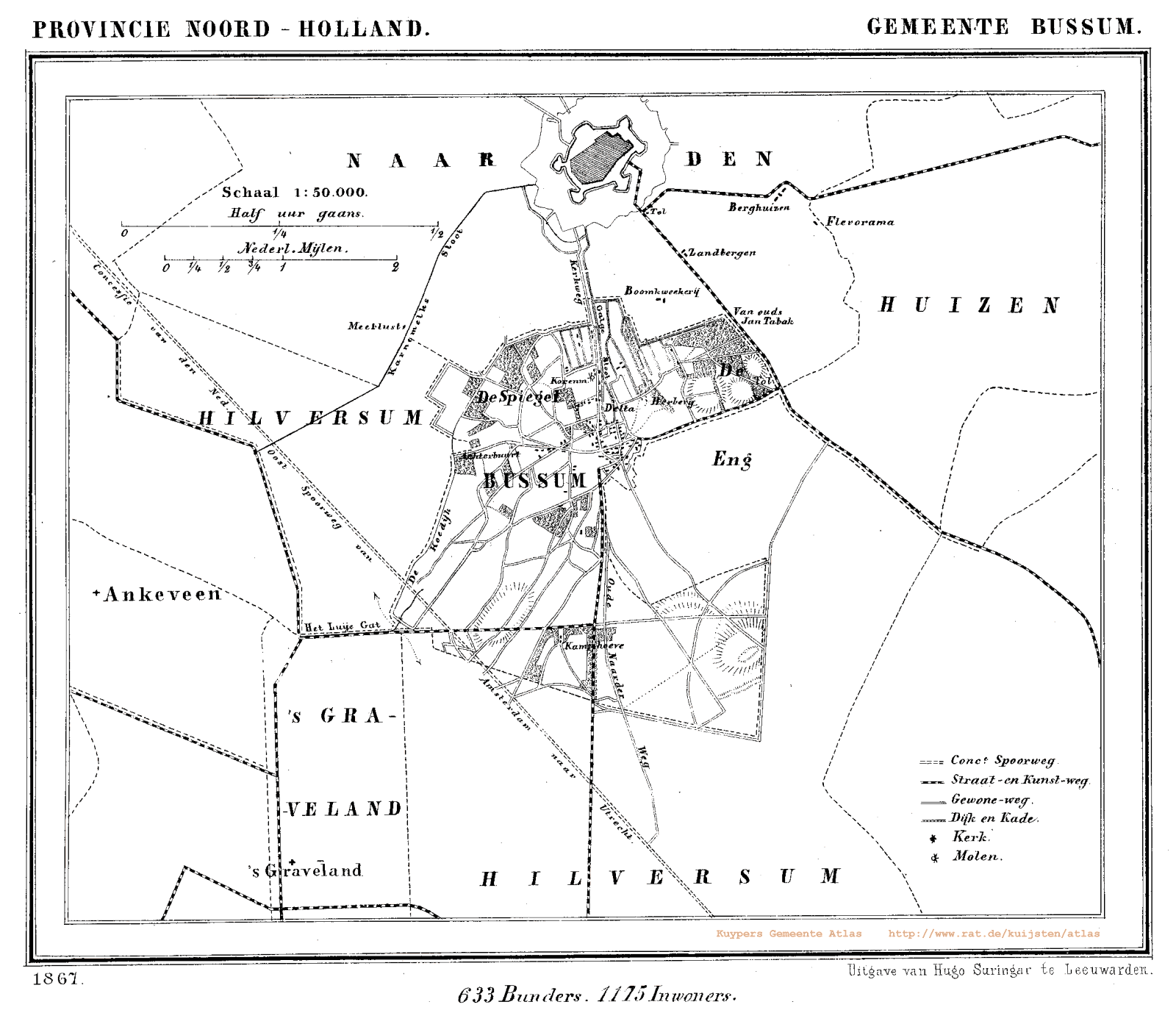
Bussum in 1867

Vanuit historisch perspectief is het bijzonder dat Bussum en Naarden sinds deze datum weer herenigd zijn, na twee eeuwen van Bussumse zelfstandigheid. Die wens leefde al langer bij inwoners, mede omdat beide plaatsen geheel tegen elkaar aan zijn gegroeid. Een nieuw element echter is de opname van Muiden en Muiderberg als derde en vierde kern van deze fusiegemeente. Daarmee is Gooise Meren ten dele ook een Vechtgemeente geworden.

## Geografie
Bussum heet traditioneel een dorp, maar het heeft een stedelijk aanzien. Een gang naar het centrum wordt meestal nog 'naar het dorp gaan' genoemd. Bussum vervult ook een centrumfunctie binnen de gemeente Gooise Meren, waarvan het formeel ook de hoofdplaats vormt. Binnen de voormalige gemeentegrenzen liggen geen andere kernen, maar de bebouwde kom van de gemeente Naarden grenst direct aan Bussum. Beide kernen delen dan ook het station Naarden-Bussum, dat echter wel op voormalig Bussums grondgebied ligt.

### Groen en natuur

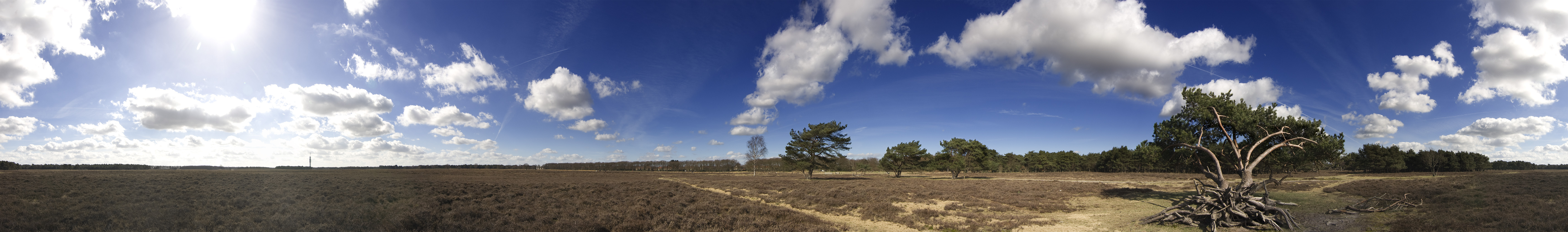
Panorama Bussummerheide

Door de dichte bebouwing in de gemeente Bussum was er voor de natuur weinig ruimte, behalve enkele heidevelden, zoals de Franse Kampheide, en parken. Toch bezit de plaats veel groen in de vorm van bomen, met name aan de doorgaande lanen en wegen als Brinklaan, Brediusweg, Huizerweg, Ceintuurbaan en Koekoeklaan, maar ook in de villa-achtige wijken het Spiegel en het Brediuskwartier. Een opvallend element vormt de zogeheten Groene Long, voor een groot deel gelegen in de wijk Bussum-Zuid. Bovendien grenst heel Bussum-Zuid met een open ligging aan de Bussummerheide.

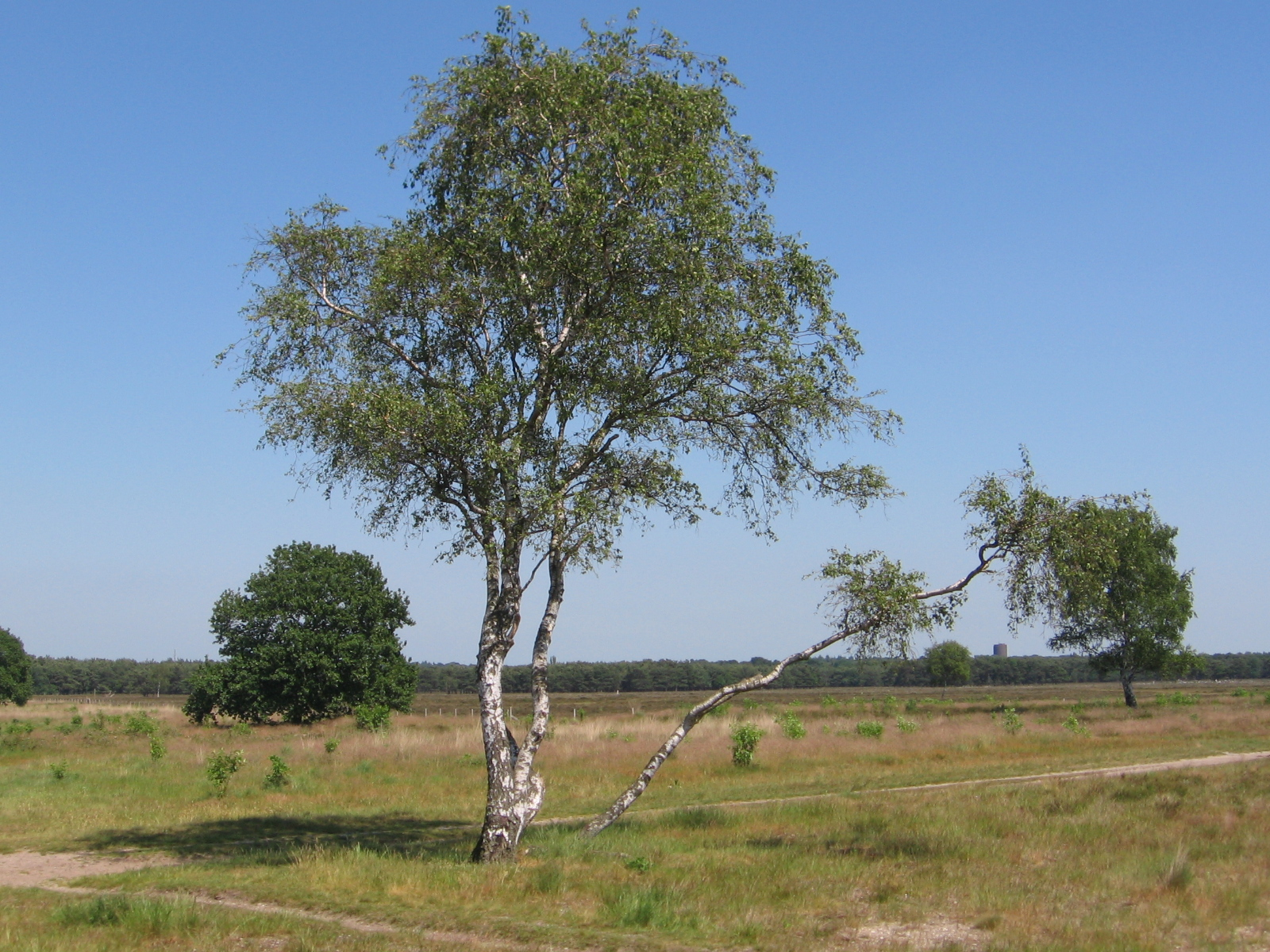
Wester- en Bussummerheide

### Buurgemeenten
| Aangrenzende gemeenten | Aangrenzende gemeenten | Aangrenzende gemeenten | Aangrenzende gemeenten | Aangrenzende gemeenten |
| ---------------------- | ---------------------- | ---------------------- | ---------------------- | ---------------------- |
|                        |                        | Naarden                |                        |                        |
|                        |                        |                        |                        |                        |
| Hilversum              | Huizen                 |                        |                        |                        |
|                        |                        |                        |                        |                        |
| Hilversum              |                        | Hilversum              |                        | Hilversum              |

## Wijkindeling

### Wijkoverzicht

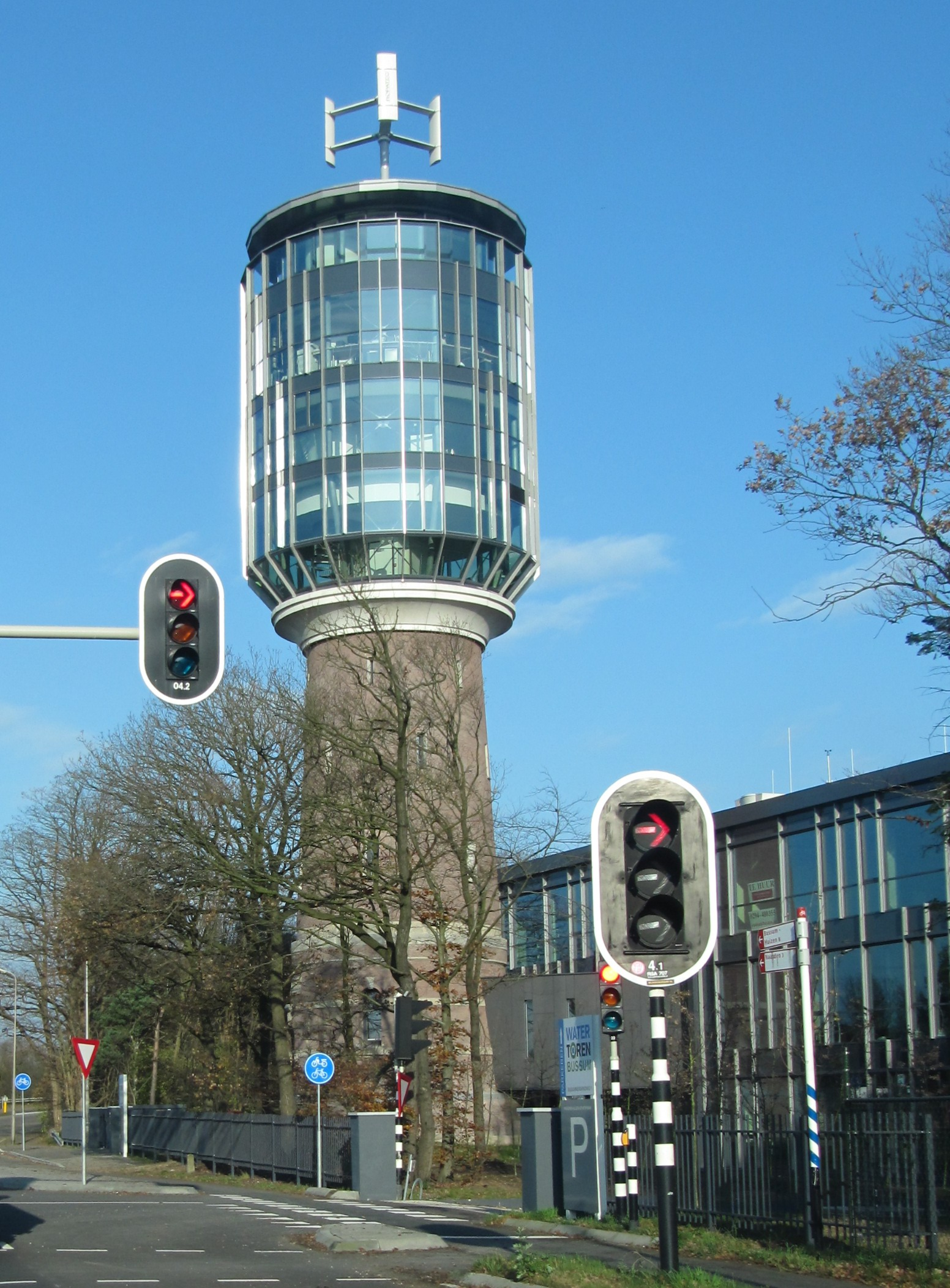
De voormalige watertoren uit 1897 nabij Station Bussum-Zuid, na zijn renovatie en transformatie tot futuristisch kantoorgebouw in 2009.

Bussum is in wijken en buurten te verdelen. De belangrijkste hiervan zijn:
- Centrum
  - Oude dorp Bussum
  - Landstraat-Noord
- Het Spiegel (sinds 2007 een beschermd dorpsgezicht: Rijksbeschermd gezicht Bussum - Het Spiegel)
- Brediuskwartier (sinds 2006 een beschermd dorpsgezicht: Rijksbeschermd gezicht Bussum - Brediuskwartier)
  - Prins Hendrikpark
- Bussum-Zuid
  - Westereng
  - Oostereng
- Franse Kamp
  - Cruysbergen

Straten
- Zie ook: Lijst van straten in Bussum

### Plangebieden
Momenteel is het vroegere grondgebied van Bussum belegd met zes bestemmingsplannen. Het betreft de volgende plangebieden:
- Villagebied Het Spiegel
- Villagebied Brediuskwartier (inclusief Prins-Hendrikpark)
- Centrum (inclusief Oudere Dorp en Landstraat-Noord)
- Godelindebuurt
- Zuid-West (inclusief Cruysbergen)
- De Engh (Bussum-Zuid, inclusief de Dennen, het Nijverheidskwartier 1977 en de Heilig-Hartwijk).

## Geschiedenis

### Middeleeuwen
Bussum was lange tijd een onbetekenend dorpje op de Gooise heide, voor het eerst genoemd in 1306. Het was een buurtschap, omgeven door heide en bossen en werd bewoond door boeren, voerlieden en schaapherders, later ook spinsters en wevers. Men neemt aan dat de naam is afgeleid van Bos-hem, wat "huis in het bos" betekent. In eerste instantie was het gehucht gelegen op hoger grondgebied dat nu bij de gemeente Huizen hoort. Dit Hoog Bussum lag meer oostwaarts, in een latere fase zijn de inwoners verhuisd naar een meer westelijke plek tussen de gemeente Hilversum en Naarden, waar Laag Bussum gesticht werd.
Gelegen bij de versterkte vesting Naarden werd Bussum vanaf 1369 door Naarden bestuurd. In 1470 woonden er ongeveer 250 mensen. Bussum was daarmee het kleinste
dorp in het Gooi.

### Nieuwe tijd
Na 1700 vormde de afgraving van de hoge gronden rond Naarden een belangrijke bron van inkomsten. Mede aan deze zandafgravingen dankte Bussum zijn hoogteverschillen, die onder meer tot uiting komen en benut worden in de haven van Bussum, het zogeheten Mouwtje (langs de Frederik van Eedenweg) en het Bilderdijkplantsoen.
Achterstelling door de stad Naarden was er de oorzaak van dat de ruim 300 Bussumers in het gevolg van de Franse Revolutie van 1795 een eigen bestuur kozen. In 1817 mocht het dorp zich officieel afscheiden van Naarden.
In deze periode werd als vooruitgeschoven verdedigingswerk Fort Werk IV gebouwd. Tot op heden een goed gerestaureerd fort.

### Ontwikkeling van 1874 tot 1940
Het zelfstandige Bussum ontwikkelde zich aanvankelijk maar moeizaam. In 1873 had het dorp nog niet meer dan 1200 inwoners. De groei van Bussum nam pas echt een aanvang met de komst van de spoorlijn Amsterdam – Amersfoort en de opening van het station Naarden-Bussum in 1874. Toen vestigden zich met name rijke Amsterdammers in het ongerepte en gezond op hoge grond gelegen dorp, die zo toch in de hoofdstad konden blijven werken. In deze periode ontstaan de wijken Het Spiegel, Brediuskwartier, het Prins Hendrikpark en het huidige centrumgebied. De groei van de voorzieningen als scholen, ziekenhuis en winkels hield gelijke tred met de bevolkingsaanwas. Zo ging het hard: in 1919 waren er al 18.000 inwoners. Het dorp streefde de vesting Naarden in omvang al spoedig voorbij. Samen met Alkmaar en Den Helder was Bussum in 1920 qua inwonertal de vierde gemeente in Noord-Holland na Amsterdam, Haarlem en Hilversum. In 1940 werden de 30.000 inwoners bereikt.
Tot de rijke import behoorde de familie Dreesmann (van Vroom & Dreesmann). Deze familie gaf ook een fors bedrag voor de bouw van de Sint-Vituskerk, evenals in Hilversum ontworpen door de beroemde architect Pierre Cuypers (1894), een van de meest monumentale gebouwen van Bussum (inmiddels in gebruik als appartementencomplex).
Tijdens de Eerste Wereldoorlog herbergde Bussum het opmerkelijk grote getal van meer dan 1000 Belgische vluchtelingen, waaronder enkele schrijvers. Dit aantal was mede het werk van uitgever C.A.J. van Dishoeck, die zich als Zeeuw verwant voelde met de Belgen en die ook veel beroemde Belgische auteurs uitgaf. Van Dishoeck was voorzitter van het plaatselijke vluchtelingencomité en lid van het landelijk hoofdbestuur. Ook kwamen er in die tijd veel werklieden en dienstboden uit het Noorden van Nederland, vooral Friesland, naar Bussum toe, aangetrokken door de zandafgravingen en bouwwerkzaamheden en werkgelegenheid in de grote villa's die verrezen.

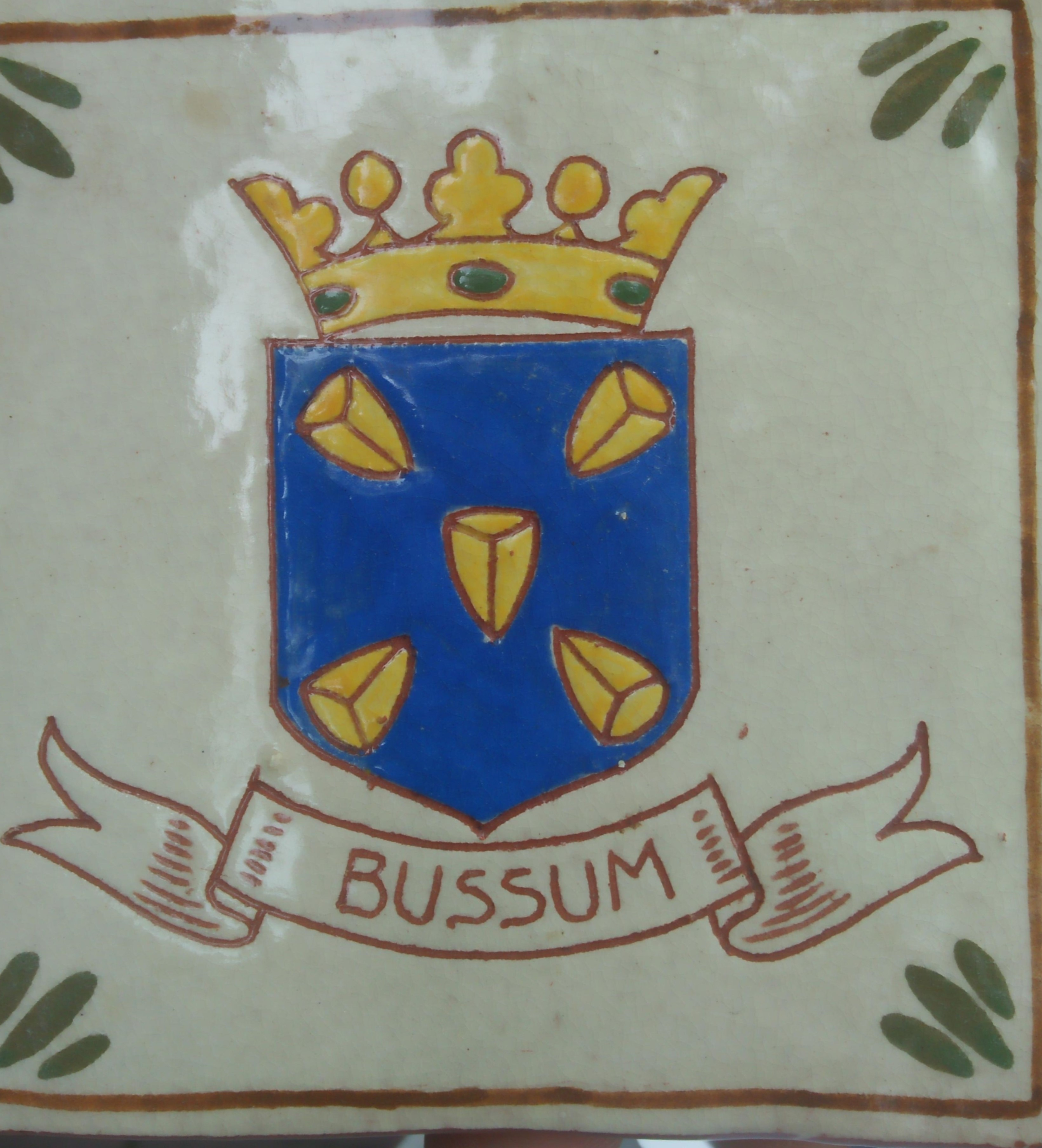
Het Wapen van Bussum

Fraaie villawijken werden gebouwd: eerst in het Spiegel, westelijk van de spoorlijn, later onder meer het kleinere Prins Hendrikpark oostelijk van het station Naarden-Bussum, en in de jaren dertig het Brediuskwartier. Door latere uitbreiding van Naarden buiten de vesting raakten beide plaatsen aan elkaar gebouwd.

### Tweede Wereldoorlog
Vóór de oorlog had Bussum een relatief grote Joodse gemeenschap van ongeveer 400 mensen, die ook een synagoge hadden. Deze grootte hing samen met de ligging tussen de grote Joodse gemeenten van Amsterdam en Hilversum. Eind jaren 1930 kwamen er relatief veel Joodse vluchtelingen uit Duitsland naar Bussum, dat veel welgestelde Joodse inwoners in ruime huizen telde. De schatting is dat er zo tussen 200 en 300 mensen - legaal en illegaal - verbleven. Vrijwel allen werden gedeporteerd, en na de oorlog kwamen er 150 à 200 terug.
Vanuit de net gebouwde Kolonel Palmkazerne in Crailo vertrok een legeronderdeel voor de verdediging van de Grebbelinie in mei 1940. Een jaar later diende de kazerne als terugkom-plek voor onderofficieren die de Duitsers bijeenbrachten voor inzet bij dwangarbeid.
De NSB had er relatief veel aanhang. Burgemeester Fernhout werd vanaf 1941 vervangen door een NSB-aanhanger, G. Nieuwenhuijs. In Bussum werd op 20 augustus 1943 de NSB-politiecommissaris op straat neergeschoten door een lid van de verzetsgroep CS-6, maar hij overleefde, zwaargewond.
In 1941 nam Bussum op 26 februari deel aan de Februaristaking, onder meer bij de golfkartonfabriek Van Meurs. Waarschijnlijk is Bussum daarvoor, net als de andere deelnemende gemeenten, beboet. Op de Bussumerheide bij de zuidgrens van Bussum werd de eerste gedropte geheim agent van Nederland, luitenant Lodo van Hamel, door de Duitsers geëxecuteerd op 13 juni 1941.
Op 24 oktober 1944 werden vele honderden Bussumse mannen tijdens een razzia bijeengebracht en in eerste instantie naar het kamp Amersfoort afgevoerd. Vandaar werden zij op transport gesteld naar Arnhem.
Bussum bezat een Duits noodvliegveld waar nu de Hilversumse Meent gelegen is.

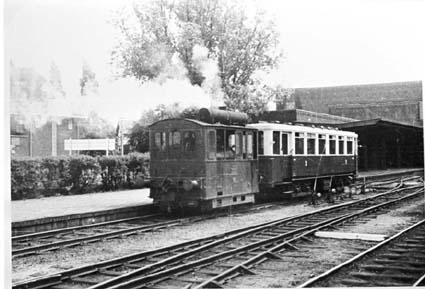
Gooische Stoomtram in Station Naarden-Bussum; anno 1940. Van 1883 tot 1947 vertrok hier de tram naar Huizen, daarna vervangen door een busdienst. Tot 1958 was er nog goederenvervoer naar Naarden Chemie.

##### Bombardementen
Op 25 november 1944 viel de Royal Air Force de Kolonel Palmkazerne bij Crailo aan met 48 Spitfires en wierp in totaal 24 brisantbommen van 250 pond en 48 brisantbommen van 500 pond op de kazerne. De kazerne werd zo beschadigd, dat de Duitsers het complex verlieten. Na de oorlog is het herbouwd.
Op 21 maart 1945 vond opnieuw een aanval plaats. Getroffen werd vooral het Duitse hoofdkwartier in hotel Bosch van Bredius. Bij deze aanval werd ook de kazerne opnieuw geraakt, maar aanzienlijk minder dan tijdens het bombardement van 25 november 1944. Bij deze aanval op het hotel hebben Hawker Typhoon jachtbommenwerpers totaal 72 raketten afgevuurd, 16 brisantbommen van 1000 pond en 16 brandbommen van 500 pond afgeworpen.
Het dorp Bussum liep vrijwel geen oorlogsschade op.

##### Verzetsmensen

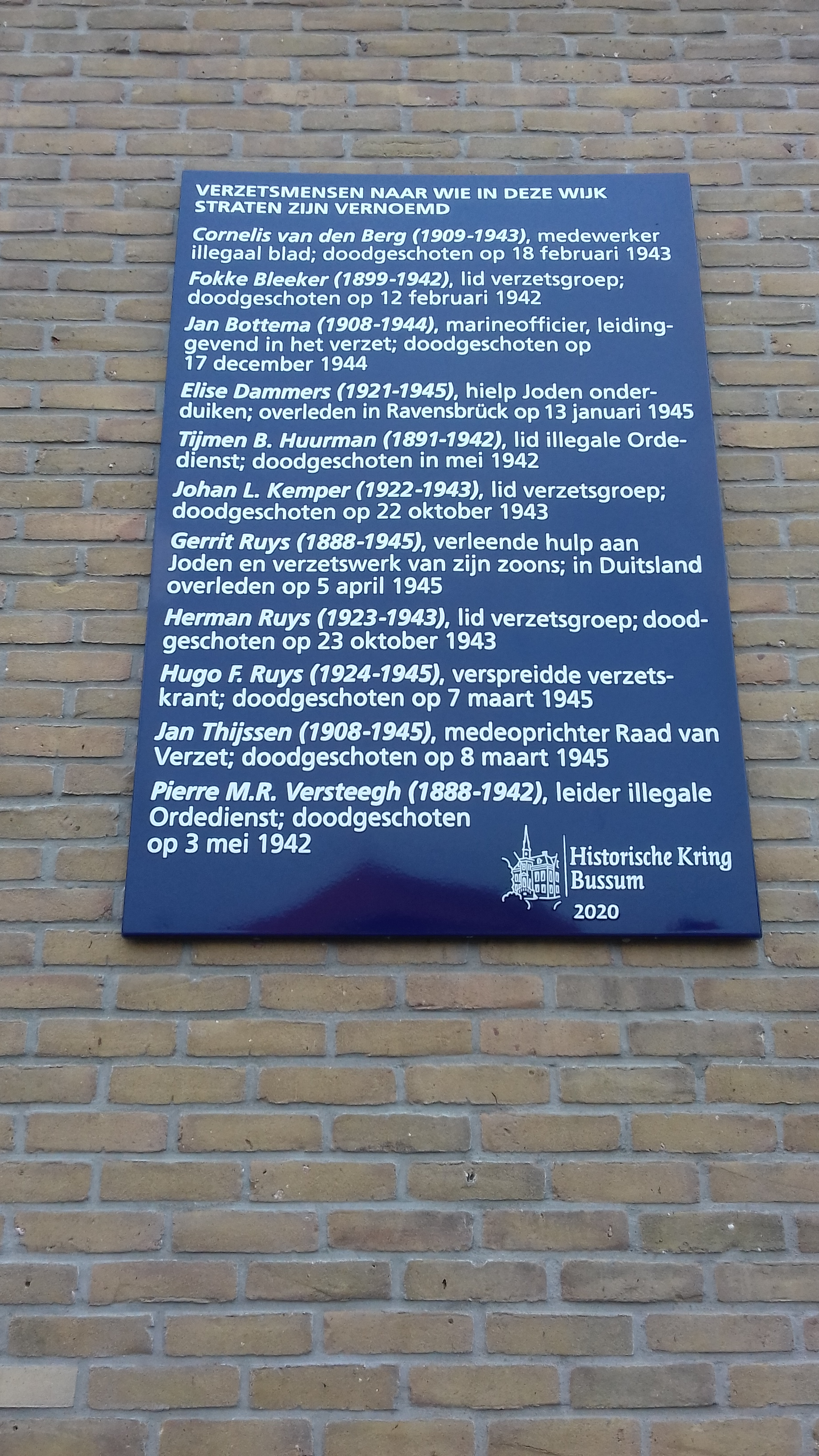
Verzetsplaquette in Westereng, met de namen waarnaar straten zijn vernoemd in de Verzetsliedenbuurt

Uit Bussum zelf kwam een aantal leidende verzetsmensen.
- De voornaamste onder hen was de PTT-radiotechnicus Jan Thijssen, die het grootste illegale radionetwerk van Nederland opzette, en later voor de militaristische illegale Ordedienst (OD) werkte. Hij zette tevens de overkoepelende Raad van Verzet op. Hij werd in 1944 gearresteerd door verraad, en in maart 1945 als represaille voor de aanslag op SS-generaal Rauter, samen met anderen, bij de Woeste Hoeve doodgeschoten.
- Een ander was overste Pierre Versteegh, die in de leiding van de OD zat en al in 1941 werd geëxecuteerd.
- Daarnaast was er nog marineluitenant Jan Bottema, die zeer actief was voor de zogenaamde Zeemanspot, de organisatie die achtergebleven familieleden van zeelieden financieel ondersteunde. Hij werd ook verraden en in december 1944 geëxecuteerd.
- Fokke Bleeker was belastingambtenaar en lid van de "Groep Dubelaar" van de OD. Hij groef verborgen munitie op in het Gooi, vooral in Naarden, en stal met zijn collega's wapens uit de kazematten van Naarden. Een deel hiervan werd gebruikt bij de aanslag op het bevolkingsregister in Amsterdam onder leiding van Gerrit van der Veen. Al in 1941 werd zijn verzetsgroep verraden en Bleeker werd op 12 februari 1942 op de Waalsdorpervlakte in Scheveningen gefusilleerd. Zijn lichaam is nooit teruggevonden. Recent werd bekend dat Bleeker na de terechtstelling direct is afgevoerd naar het crematorium van Velsen alwaar hij anoniem is gecremeerd. De as is weggevoerd naar Duitsland, alwaar deze verdwenen is.

In de (grotendeels naoorlogse) Bussumse wijk Westereng zijn naar alle vier van deze verzetslieden straten genoemd.
Een andere Bussumse verzetsheld was:
- Jacob Tobias Poppers (1913 – Den Haag, 13 juni 1942), joods, destijds wonende op de P.J. Lomanlaan nr. 13 in de wijk het Spiegel, bereikte de leeftijd van 28 jaar. Van beroep was hij handelsreiziger. Hij was een actief verzetsstrijder en smokkelde onder andere wapens voor het verzet. Hij nam mede deel aan aanslagen in Soesterberg en in Amsterdam-Zuid. Een poging naar Engeland te ontsnappen mislukte: de motor van zijn boot weigerde. Met een trawler is hij teruggebracht en ter hoogte van Noordwijk gearresteerd op 13-11-1941. Hij werd opgesloten in de strafgevangenis Scheveningen, het 'Oranjehotel', waar opgepakte Engelandvaarders terechtkwamen. Op 30 juni 1942 is hij op de Waalsdorpervlakte gefusilleerd.

Ook in Bussum werden geboren Johan Ulrici, een officier die verzetswerk vanuit Amersfoort verrichtte en na zijn inzet bij de politionele acties Ridder Militaire Willems-Orde werd, en Elise Dammers, een studente die Joodse kinderen naar onderduikadressen bracht en zorgde voor persoonsbewijzen en voedselbonnen.

### Na de oorlog

#### Televisie
Op 12 december 1949 gaf de minister van Verkeer en Waterstaat toestemming tot de officiële introductie van televisie in Nederland. Na twee jaar werd de Nederlandse Televisie Stichting (NTS) opgericht, waarin de vier grote omroepverenigingen (AVRO, KRO, VARA en NCRV), en later ook de VPRO deelnamen. Wegens ruimtegebrek in Hilversum koos de NTS enkele gebouwen in Bussum, zoals de studio Irene (een voormalige kerk), studio Vitus, de voormalige Ambachtsschool, het verenigingsgebouw Concordia en later ook plaatselijk theater 't Spant.
De eerste (zwart-wit)televisie-uitzending was geheel live vond plaats op 2 oktober 1951, 20.15 uur, vanuit de NTS-studio, studio Irene. Na de officiële opening, door de staatssecretaris mr. Jo Cals en de NTS-voorzitter pater prof. dr. mag. J.B. Kors (KRO) volgde het spel De Toverspiegel. De Amsterdamse journaliste Jeanne Roos was de eerste omroepster. Er werd in Bussum ook een straalverbindingstoren opgericht. Later verloor Bussum door inertie van het gemeentebestuur de studio's weer aan Hilversum. Ook continue problemen met de vier Bussumse spoorwegovergangen aan de drukke spoorlijn Amsterdam – Hilversum (ook in de jaren vijftig overdag minstens 8 treinen per uur) speelden een rol. Zie verder bij: Media.

#### Forensenplaats
Tot de jaren zestig vertoonde Bussum een gestage groei als forensenplaats. In 1966 bereikte de bevolking van Bussum haar hoogtepunt met 42.074 inwoners. De nieuwbouwwijk Bussum-Zuid op de Bussumse Eng-gronden (de Wester- en de Oostereng), was Bussums laatste grote uitbreiding. Hier kwamen geen villaparken, zoals oorspronkelijk de bedoeling was, maar eenvoudiger woningen en flats. De ruim 800 hectare Bussums grondgebied zijn daarmee grotendeels voor woningbouw benut.

#### Kunstenaarsdorp
Bussum was aanvankelijk een vestigingsoord voor kunstenaars, schrijvers, uitgevers, socialisten en intellectuelen. De weduwe van Theo van Gogh, Johanna Bonger, vestigde zich eind 19e eeuw met tientallen schilderijen van haar overleden zwager Vincent van Gogh in Bussum in Villa Helma aan de Koningslaan, en verhuisde later naar een nieuw gebouwd huis, Villa Eikenhof.
 Na 1970 is er weinig van overgebleven na het verdwijnen van uitgeverijen, zoals Kroonder, van Dishoeck en Van Holkema en Warendorf. Zelfs geen plaquette duidt de plek aan waar Herman Gorter leefde of waar Frederik van Eeden woonde of zijn unieke kolonie had. Wel trok Bussum een aantal intellectuele forensen van onder meer de Universiteit van Amsterdam aan als woonplaats, zoals de oprichter van het RIOD, de overleden professor Nicolaas Posthumus, de letterontwerper professor Gerard Unger en de letterkundig historicus professor Herman Pleij.

#### Vernieuwingen
Het centrum werd 'geherstructureerd', aangewakkerd door de moderne sloopwoede van aannemers en projectontwikkelaars, waarbij veel oudere gebouwen, zoals het karakteristieke gemeentehuis aan de Brink uit 1885, werd gesloopt en vervangen door rechtlijnige, beton-achtige nieuwbouw, wat de Bussumse schrijver Rudolf Geel tot literair afgrijzen bracht. Er kwam ook veel nieuwbouw in het winkelcentrum, waardoor het eigen karakter, bepaald door de groei in de jaren 1875-1930, grotendeels onzichtbaar werd. Het grootste winkelgebouw, ontworpen door de architect Willem Dudok dateert uit 1954, en huisvestte tot 2020 de HEMA.

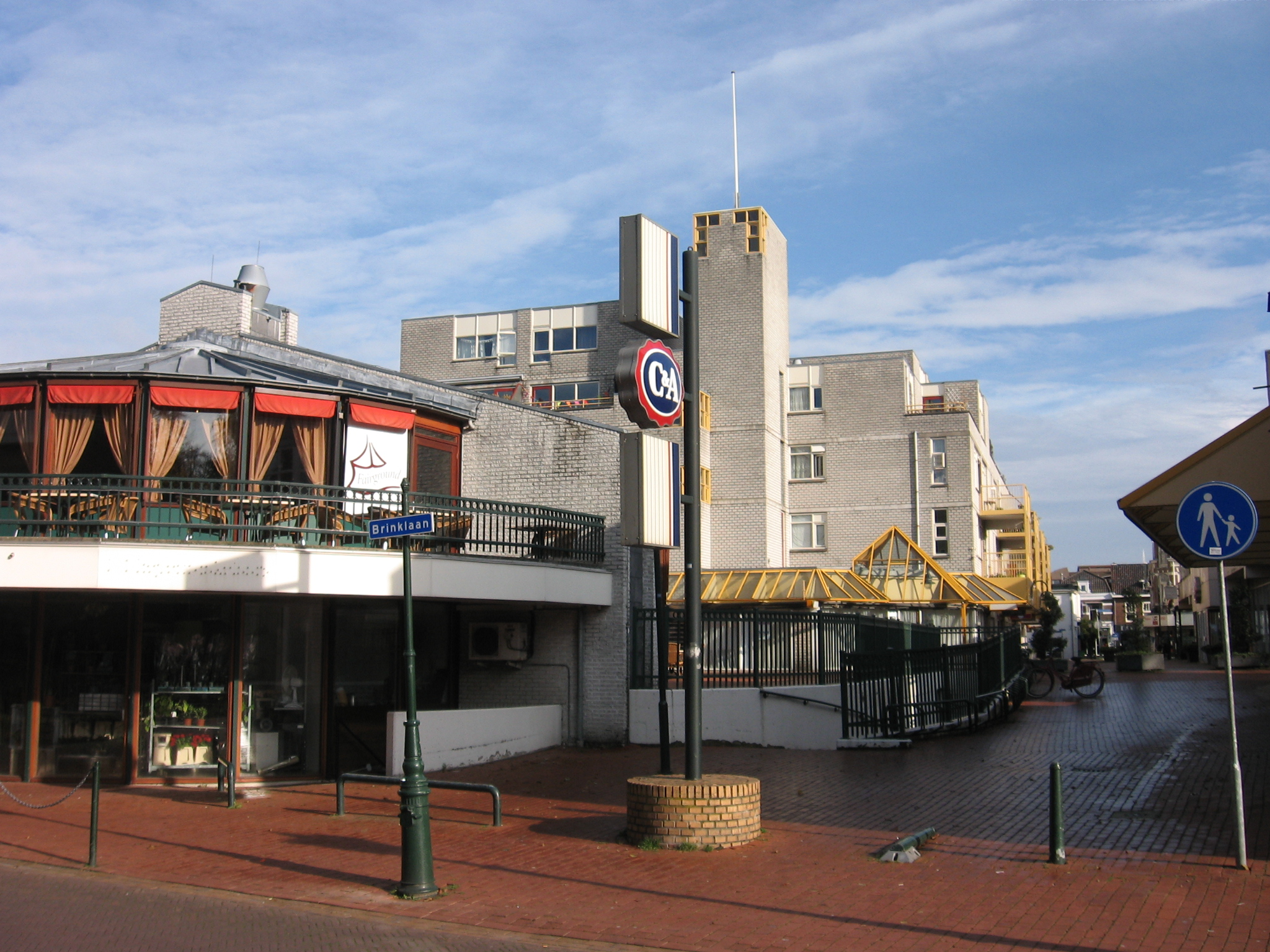
Bussum Nieuwe Brink

 Vanwege het nijpende ruimtegebrek binnen de oude gemeentegrenzen van Bussum moest na de jaren '60 in plaats van uitbreiding zogeheten 'inbreiding' plaatsvinden. Enige flatbebouwing ter vervanging van oude villa's werd zo gerealiseerd bij de 's-Gravelandseweg en bij de Kom van Biegel. Ook worden leegkomende scholen, kerken, bedrijfs- en villaterreinen omgebouwd tot woningbouwcomplexen. 
In positieve zin werd de kroon op deze ontwikkelingen gevormd door de renovatie van het stedelijke hart, met de ontwikkeling van het oude haventerrein bij het gemeentehuis, het plan Landstraat-Noord. Zoals in verschillende andere plaatsen (onder meer in Utrecht, Breda en Drachten) werd ook in Bussum het water in het centrum teruggebracht, nadat het in een voorgaande periode voor het verkeer had moeten wijken.

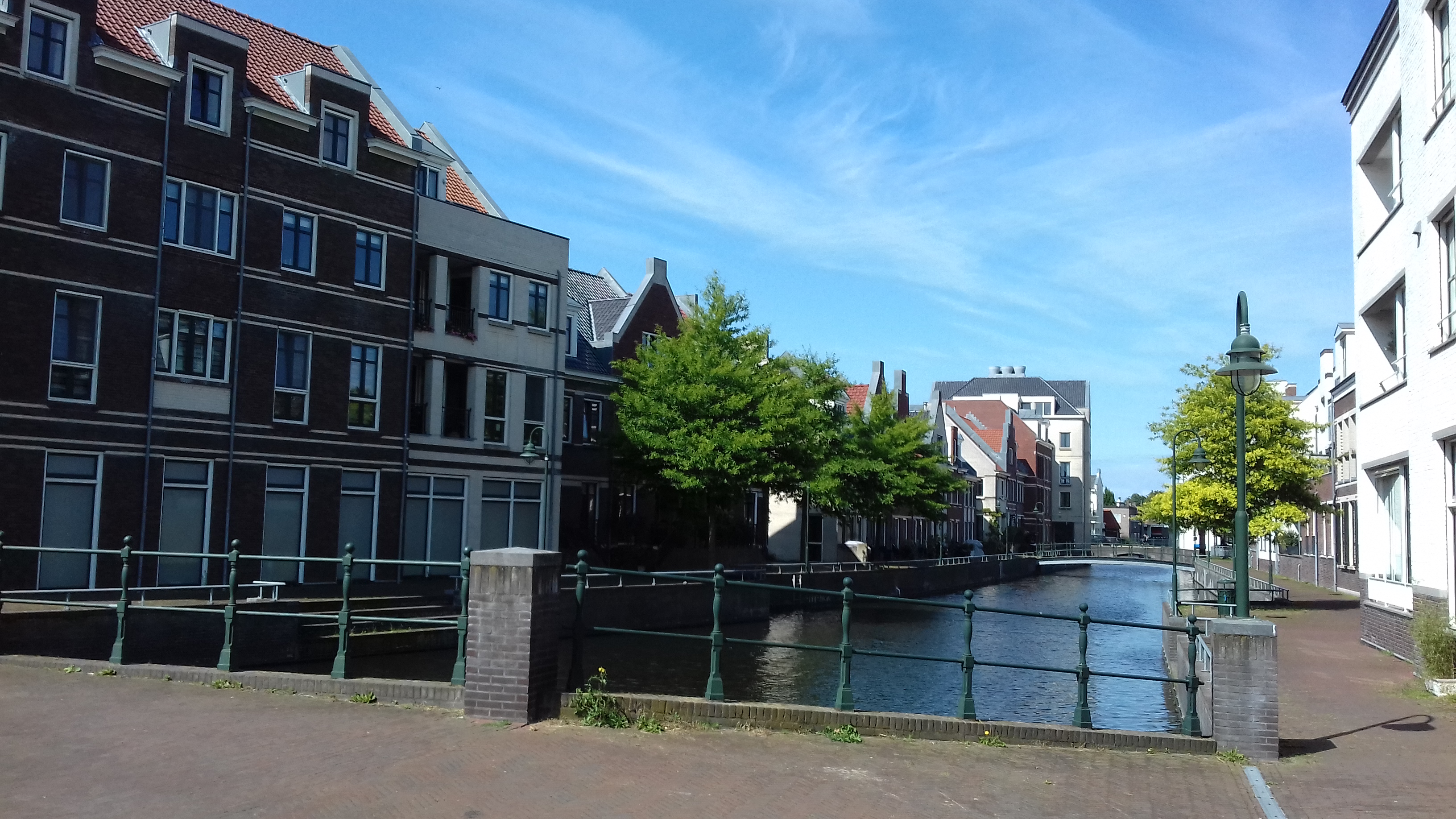
Landstraat Noord, Bussum

Rond 1990 werd het Rooms-katholieke 'Majella-ziekenhuis' (van de Gerardus Majellastichting) gesloten en afgebroken. Bussumers moeten sindsdien terecht in het ziekenhuis Tergooi, locatie Blaricum, dat langs autosnelweg A1 ligt, ter hoogte van afslag 8, nabij de Blaricums-Bussumse grens. In uitvoering is het plan- Bensdorp, op het vrijgekomen terrein van de oude chocoladefabriek gelegen langs het spoor in het centrum.
Een plan van de gemeente Hilversum uit 2004 om over de Bussumerheide ten zuiden van Bussum, maar op Hilversums grondgebied, een extra aftakking van de A1 naar het zuidoosten en het Hilversumse Mediapark aan te leggen, stuitte op grote weerstand in Bussum, ook van de bevolking die er actie tegen voerde, en werd afgeblazen.

### Bedrijven en organisaties
Met de vrij plotselinge sluiting van de chocoladefabriek van Bensdorp (1866-2002) door het Belgische bedrijf Barry Callebaut eindigde Bussums industriële tijdperk. Bensdorp maakte onder meer de Bros-repen. Een ander industrieel bedrijf was de N.V. Nederlandsche Emailleerfabriek Langcat (1930-1985), producent van de meeste emaille reclameborden en straatnaamborden in Nederland, maar ook voor export, waar op het hoogtepunt ongeveer 90 mensen werkten, net over de grens in Naarden. De werkgelegenheid van grotere bedrijven in Bussum bestaat nu nog voornamelijk uit de gemeente en enkele scholen. Door de ontwikkeling van Almere, met een royaal grondgebied, heeft deze plaats de voorkeur gekregen voor bedrijfsvestigingen.
In 2006 werd de Kolonel Palmkazerne in Bussum gesloten. Er worden woningbouw en bedrijven gerealiseerd in de nieuwe buurtschap Crailo, wat vroeger defensieterrein was.

### Demografische ontwikkeling
Bussum is een zogenaamde 'krimpende gemeente' geworden, een plaats die procentueel zelfs nog sneller kromp dan het nabijgelegen Hilversum, dat in absolute zin echter meer mensen verloor (20.000). Door de positie van Bussum als forensen- en bejaardenplaats zijn er meer bekende Nederlanders gestorven in Bussum dan er geboren werden. Zo stierven in Bussum CPN-voorman Paul de Groot, de journalist Meijer Sluyser, de socialist en vrijzinnig predikant Gerrit Melchers, de socialist Cornelis Werkhoven, de socialist en uitgever Abraham Soep, de econoom, socialist, oprichter van het RIOD en uitgever prof. dr. Nicolaas Posthumus. De plaats heeft een relatief groot aantal inwoners boven de 65 jaar, hoewel er de laatste jaren enige verjonging optreedt. Bussum telt 5 verzorgingstehuizen, waaronder een voor Indische bejaarden (voorheen voor Joodse bejaarden).

## Media

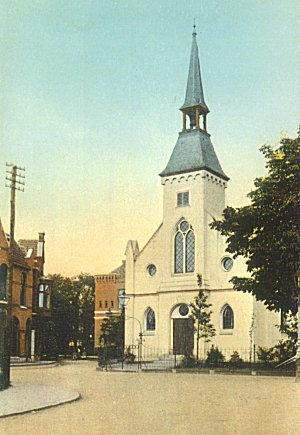
Studio Irene

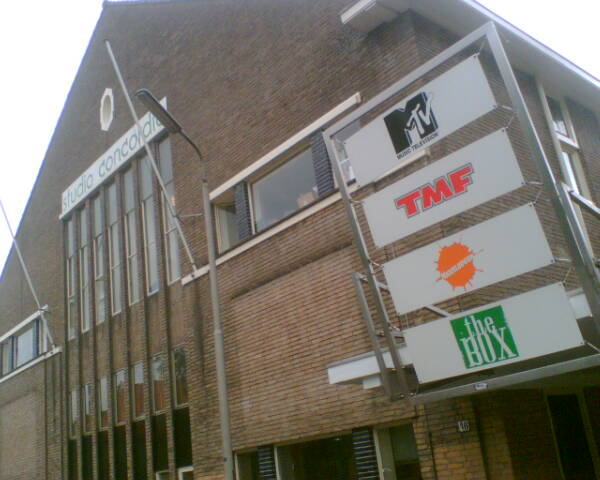
Studio Concordia ten tijde van MTV Networks

Na de oorlog vond in Bussum de eerste Nederlandse televisie-uitzending plaats vanuit een voormalig protestantse kapel in het centrum van de plaats. Vanuit deze studio Irene werd op 2 oktober 1951, 20.15 uur, de eerste (zwart-wit)-televisie-uitzending van Nederland uitgezonden. Studio Irene is na jaren van leegstand in de jaren negentig afgebroken en vervangen door een relatief groot nieuwbouwproject met winkels en woningen in het centrum. Ook vanuit de voormalige Vredeskerk (recent verbouwd tot appartementencomplex) werd televisie gemaakt. Beide studiokerken lagen aan een kruispunt, de latere Clinge-rotonde, waarop een monumentaal kunstwerk geheten Empty eyes nog aan dit televisieverleden herinnert. Tussen 1950 en 1970 was Bussum met ook nog Studio Concordia en theater 't Spant, het centrum van de Nederlandse televisie. Hoewel het er naar uitzag dat de televisiebedrijven zich in Bussum zouden vestigen, gebeurde dat toch niet, mede door een grote brand en laksheid van de zijde van de gemeente. Door de uitbreiding van de NOS-terreinen en de aanleg van het mediapark in Hilversum Noord konden alle activiteiten zich in de radio- en mediastad Hilversum concentreren.
Ook het Journaal (aanvankelijk NTS-Journaal geheten, later NOS Journaal) was aanvankelijk in Bussum gevestigd. Door de vele spoorwegovergangen, die op de drukke spoorlijn Amsterdam – Hilversum vaak en lang achtereen dicht zijn, gebeurde het wel dat een redacteur met een filmrol voor de gesloten spoorwegbomen kwam te staan, en hem er dan maar overheen gooide naar de chauffeur van de studio, die aan de andere kant stond te wachten.
Tot 2007 was het hoofdkantoor van MTV Networks Benelux nog gevestigd in Bussum, in de plaatselijk bekende Studio Concordia (iets ten westen van station Naarden-Bussum). Medio februari 2007 verhuisde dit naar de Mediawharf te Amsterdam, waarmee Bussum haar laatste grote mediabedrijf verloor. De voormalige studio doet nu dienst als kinderdagverblijf.

### Schrijvende pers
- De Gooi- en Eemlander (dagblad)

## Architectuur en cultuur

### Kerken en bezienswaardigheden
- In Bussum staat als rijksmonument de voormalige katholieke Sint-Vituskerk, een neogotische basiliek in 1894 gebouwd naar een ontwerp van P.J.H. Cuypers. De kerk werd rond 2000 verbouwd tot appartementencomplex met behoud van de monumentstatus.

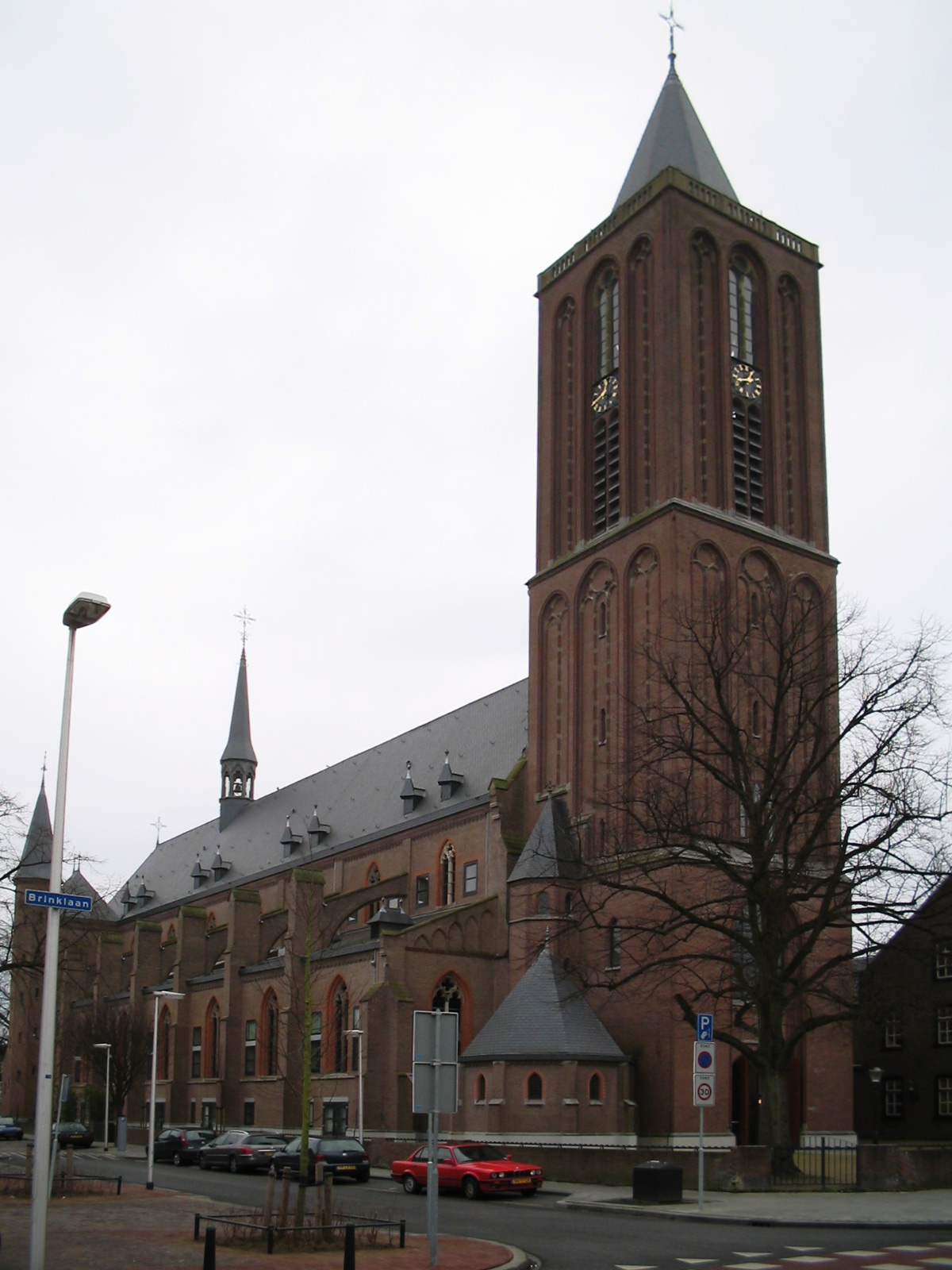
Sint-Vituskerk

- Een andere voormalige kerk die verbouwd is tot appartementencomplex is de in het centrum gelegen Vredekerk.
- Een rijksmonument is de RK-kerk van Onze Lieve Vrouwe van Altijddurende Bijstand uit 1921 (beter bekend als de Mariakerk of Koepelkerk, dit laatste vanwege de neo-Byzantijnse koepelconstructie), een ontwerp van Jos.Th.J. Cuypers en P. Cuypers Jr., respectievelijk zoon en kleinzoon van P.J.H. Cuypers. Deze gerenoveerde kerk is een belangrijke bezienswaardigheid van Bussum.
- De belangrijkste protestantse kerk is de Wilhelminakerk, een laat werk van Tjeerd Kuipers.
- Een voormalig Nederlands Hervormd kerkgebouw is de Verlosserkerk, ook wel Scheepjeskerk genoemd, in Bussum-Zuid (hoek Lorentweg/Koekoeklaan). Dit gebouw met bijgebouwen uit 1956 is een gemeentelijk monument.
- Op de hoek van de Dr. Fred. van Eedenweg en de Oud Bussummerweg bevindt zich de Vrije Evangelische Gemeente, die oorspronkelijk (in 1930) voor de Hersteld Apostolische Gemeente werd gebouwd naar een ontwerp van architect H.F. Sijmons.
- Aan de Koningslaan bevindt zich het kerkgebouw van de Remonstrantse Gemeente uit 1955.
- Aan de Meulenwiekelaan, hoek Prinses Beatrixplantsoen, staat een kerkgebouw van het Apostolisch Genootschap, een wederopbouwkerk zonder toren uit 1953.
- In het centrum van Bussum aan de Brinklaan staat het voormalige klooster Mariënburg.
- In Bussum zijn diverse resten te vinden van de Nieuwe Hollandse Waterlinie, waaronder een in 2005 compleet gerestaureerde oude fortificatie hiervan, genaamd "Fort Werk IV", die naast theater Spant! ligt. Ook ligt er aan de rand van de wijk Oostereng nog een bij het fort behorende geschutsstelling van ongeveer 300 meter.
- De westelijke villawijk Het Spiegel, die een vrij onaangetast beeld geeft van een Gooise villawijk uit de periode 1875-1940. In de afgelopen vijftien jaar is zeer veel achterstallig onderhoud weggewerkt. Anders dan in Hilversum zijn hier vrijwel geen villa's gesloopt of als kantoorpand in gebruik. Er is een vereniging tot behoud van deze wijk. In deze wijk staat ook de Spieghelkerk.

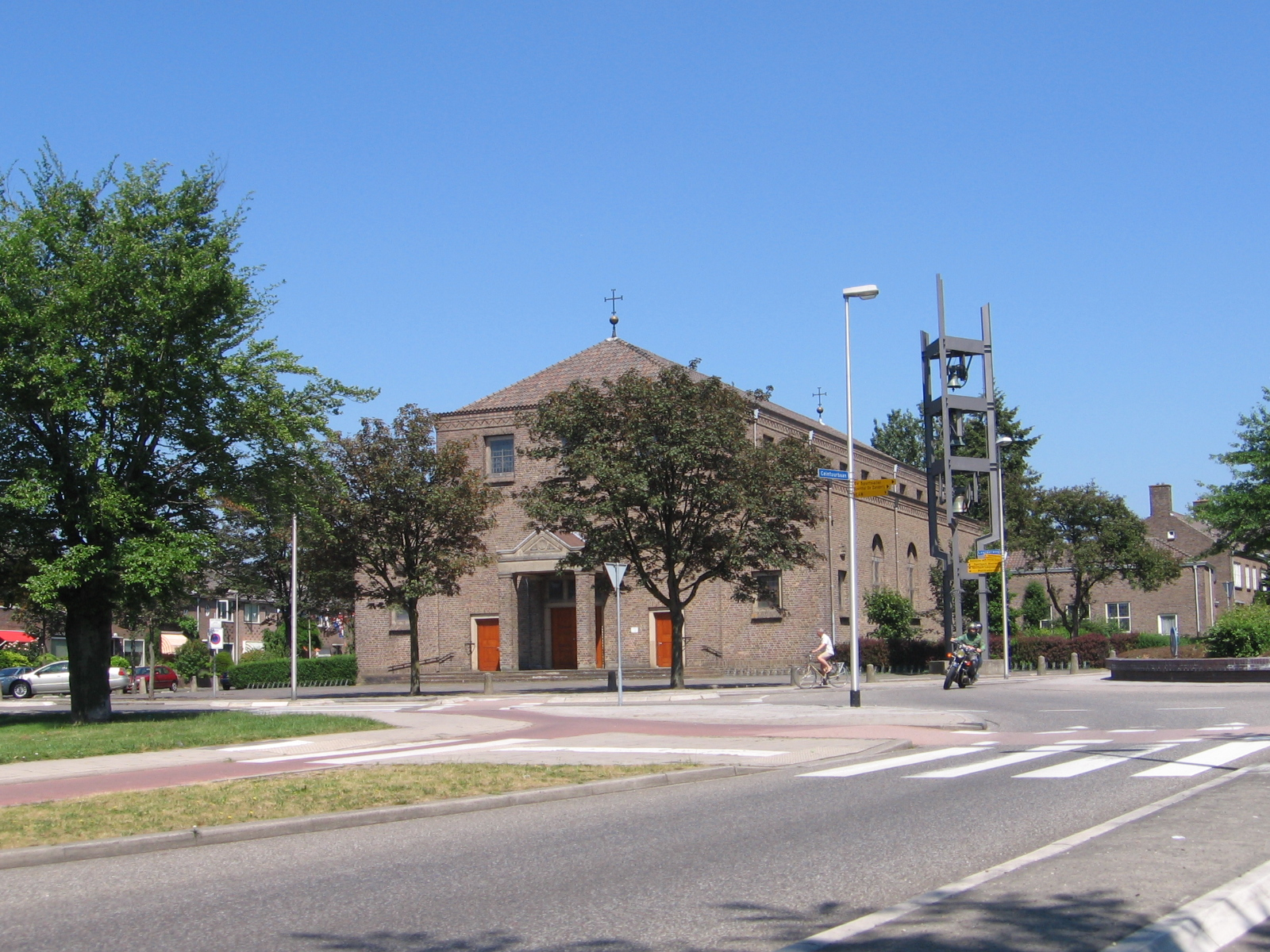
De katholieke Sint-Jozefkerk aan de Ceintuurbaan hoek Laarderweg uit de jaren vijftig.

Ook bezienswaardig is de bijzonder samenhangende bouw- en landschapsarchitectuur in de woonwijk Brediuskwartier (nu een beschermd dorpsgezicht, met daarin een diepgelegen park met waterlopen), op een basisontwerp van architect K.P.C. de Bazel en landschapsarchitect D. Tersteeg.
 In Bussum is op de plaats van de oude haven een nieuw stadshart gebouwd, Landstraat-Noord, waarbij een gedeelte van de oude haven althans optisch hersteld werd.
Zie ook
- Lijst van beelden in Bussum

### Monumenten
Bussum telt een provinciaal monument, bijna 50 rijksmonumenten en tientallen gemeentelijke monumenten, er zijn enkele oorlogsmonumenten, zie:
- Stationsweg 3, stationsgebouw Naarden-Bussum
- Lijst van rijksmonumenten in Bussum
- Lijst van gemeentelijke monumenten in Bussum

### Villa´s en landhuizen
Bussum telt een groot aantal villa's, met name in de stijl van de Amsterdamse School. Enkele architecten hiervan zijn:
| - Willem Cornelis Bauer - Karel de Bazel - Klaas van den Berg - L.H. Bours - J.C.O. Camman - Pierre Cuypers - G. Dusschoten - J.F. Everts | - H.J. Everts - W. Hamdorff - W. Kelder - Cornelis Kruisweg - A. Jacot - Th. J. Lammers - G.F. Mastenbroek | - W.J. Nijman - Jan Stuyt - P.C. van Uchelen - G.J. Vos - J.P. Vos - A.H. van Wamelen |

### Theater en muziek
De plaats bezit een groot theater, Spant! (in 2005 verbouwd, voorheen "'t Spant" geheten), en een kleiner podium, het Elckertheater, waar tot voor kort het Filmhuis de voorstellingen verzorgde en waarin jeugdtheatervoorstellingen en een theaterschool gehuisvest zijn. Het Filmhuis Bussum heeft sinds 2007 een eigen huisvesting, in het gebouw Brediusweg 1 (voorheen Kameleon, Opsessie en daarvoor 't Krogt genaamd); het jeugdtheater is verhuisd naar een nieuwe huisvesting in de "Brede School" in de wijk Westereng, tussen de Akkerlaan en de Beeklaan. Dit multifunctionele complex dat op 9 september 2009 in gebruik werd genomen, omvat onder meer twee basisscholen, het Bussumse jeugdtheater en een jeugdbibliotheek. Het complex is ontworpen door Snelder Architecten uit Hilversum. In 2009 stierf te Bussum de acteur Henk van Ulsen.

#### Frederik van Eeden en Walden

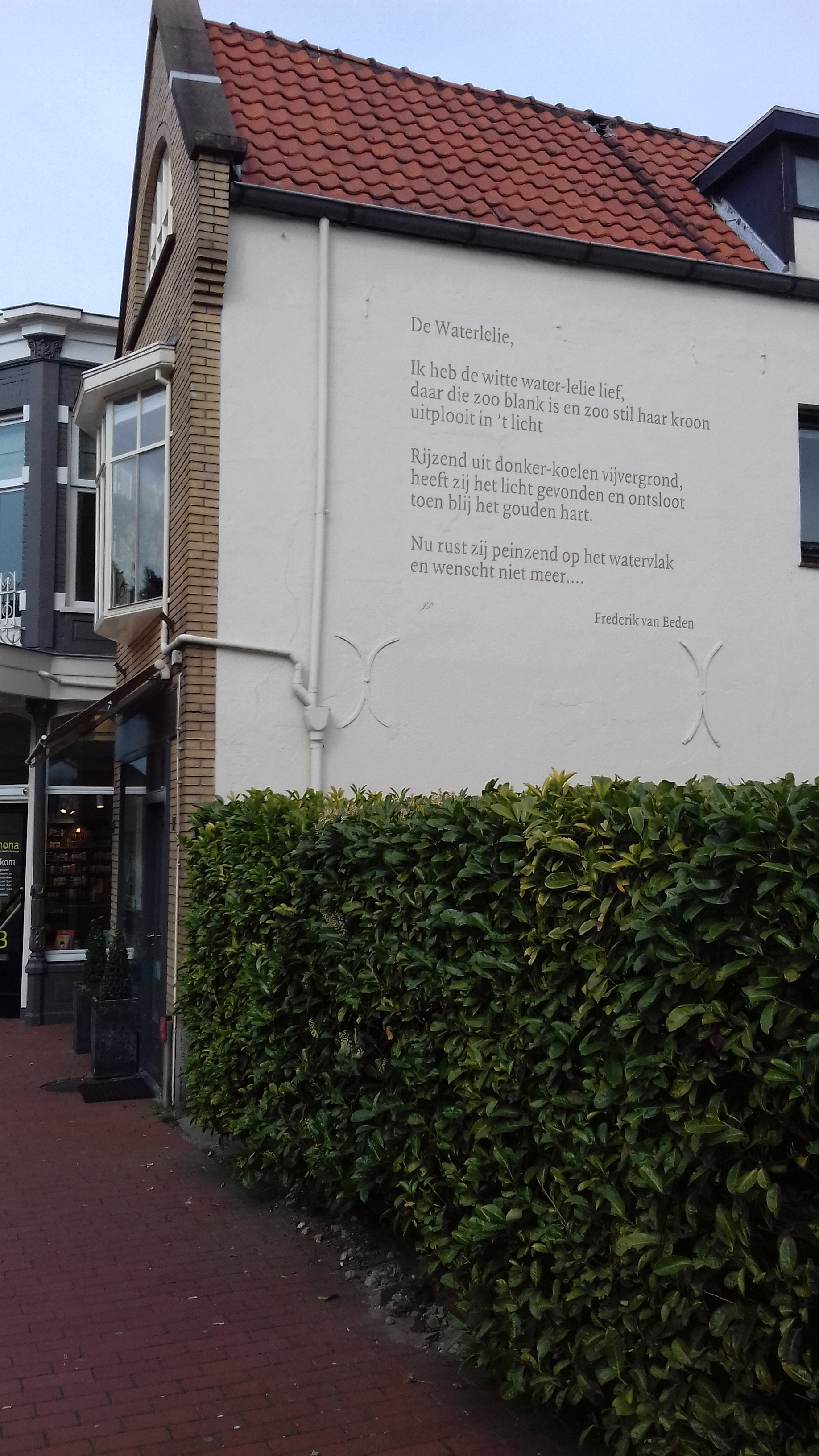
De waterlelie van Frederik van Eeden. Muurgedicht in Bussum

Opmerkelijk was de vestiging van de kolonie Walden bij de Franse Kamp, door de psychiater en schrijver Frederik van Eeden. Hij richtte deze socialistische (tuinbouw) kolonie in 1898 op het landgoed Cruysbergen op, gebaseerd op onder meer gemeenschappelijk grondbezit. De kolonie was ook bedoeld als rustoord voor psychiatrische patiënten. De opzet mislukte door vooral het weinig zakelijk beheer. Na eerst omgezet te zijn in een verbruikscoöperatie ging Walden in 1907 toch failliet. De financiële moeilijkheden met Van Eedens Amsterdamse coöperatie 'De Eendracht' in hetzelfde jaar droegen bij aan deze mislukking. Het idee van Walden had Van Eeden ontleend aan het populaire boek 'Walden or Life in the Woods' (1854) van Henry David Thoreau.

#### Andere schrijvers en dichters
In de eerste helft van de 20e eeuw woonden in Bussum veel schrijvers en dichters, aangetrokken door de rust en het landschap, en de nabijheid van Laren, waar zich in de decennia daarvoor veel schilders hadden gevestigd. Bovendien was de spoorlijn naar Amsterdam voor hen belangrijk. Naast de bovenvermelde Van Eeden woonden vóór 1940 onder meer in Bussum roman- en toneelschrijver Hendrik Jan Schimmel, dichter en communist Herman Gorter (dichter van de 'Mei'), de dichter en polemist Willem Kloos, en de dichters of schrijvers Jan Veth, P.L. Tak, jhr. Nico van Suchtelen, Ina Boudier-Bakker, Willy Corsari, Marianne Philips en de uitgevers C.A.J. van Dishoeck en Bert Bakker.
Na de oorlog woonden in Bussum de auteurs Jo van Ammers-Küller (jarenlang de meest vertaalde Nederlandse auteur ooit), Herman Pieter de Boer, Lidy van Marissing, Anton Marja, Willem Brandt, Nel Noordzij, Gerrit Borgers, Herman Pleij, Frida Vogels, Mary Pos, Hans Andreus, Eli Asser, Floris Bakels, Karel Roskam, Mellie Uyldert, Rudolf Geel, Clinge Doorenbos, Cissy van Marxveldt, Paul Biegel, Jan Mulder, Wim de Bie, Ronald Plasterk, Margriet de Moor, Youp van 't Hek en de uitgever Theo Sontrop. Bussum figureert daardoor regelmatig in allerlei boeken en gedichten. Marcus van der Heide heeft in 1984 een beschrijving gemaakt getiteld Bussum door schrijversogen (uitgave de Gooibergpers, Bussum). Nogal kritisch echter was de boutade in sonnet-vorm van Willem Kloos, die het in Bussum wat minder naar zijn zin had (let wel, het gaat hier over het opkomende forensenplaatsje van meer dan een eeuw geleden):
Zwak-burgerlijk en laf-lief levend Bussum
Zwak-burgerlijk en laf-lief levend Bussum,

Dat zijt een speel-vertrek voor slechte kinderen,

Daarheen verwezen, wijl zij dan niet hinderen

Konden de echt-grote mensen. Zeg eens, lust je 'em,
Dees donderende vuist? Ik zie, je kust hem,

Schijn-heilige gezichtjes en verslinderen

Van al wat echt in mensborst is. Kom, sust je 'em,

Uw toorn maar, kleine toorn, die niets dan hinderen
Kan aan uw eigen sufferige leventje

Van zoetlijk-bedrijf'ge daagjes en slaperig

Door-gezeurde avondjes, waar elk met gaperig
Gebaar iets tracht te zeggen van zijn streventje,

Dat niets was als een spelletje, o klein volkje,

Dat ras verdwijnen zal als een ijl wolkje.
24 October 1893
Uit de bundel: Verzen

#### Uitgevers
In Bussum is een uitgeverij van studieboeken, Coutinho, gevestigd. Uitgeverij Thoth richt zich op kunst, geschiedenis, architectuur en stedenbouw.
Een cultureel belangrijke persoon in Bussum was de uitgever C.A.J. van Dishoeck, wiens succesvolle uitgeverij (met auteurs als Theo Thijssen en Rien Poortvliet) bestond tot ongeveer 1980, en toen opging in uitgeverij Unieboek. Andere bekende uitgevers die in Bussum in het verleden waren gevestigd, waren de katholieke uitgeverij Paul Brand (uitgever van o.a. de Nieuwe Katechismus), alsmede F.G. Kroonder, (uitgever van een van de eerste paperbackreeksen in Nederland, de Corona-reeks)

## Sport en recreatie

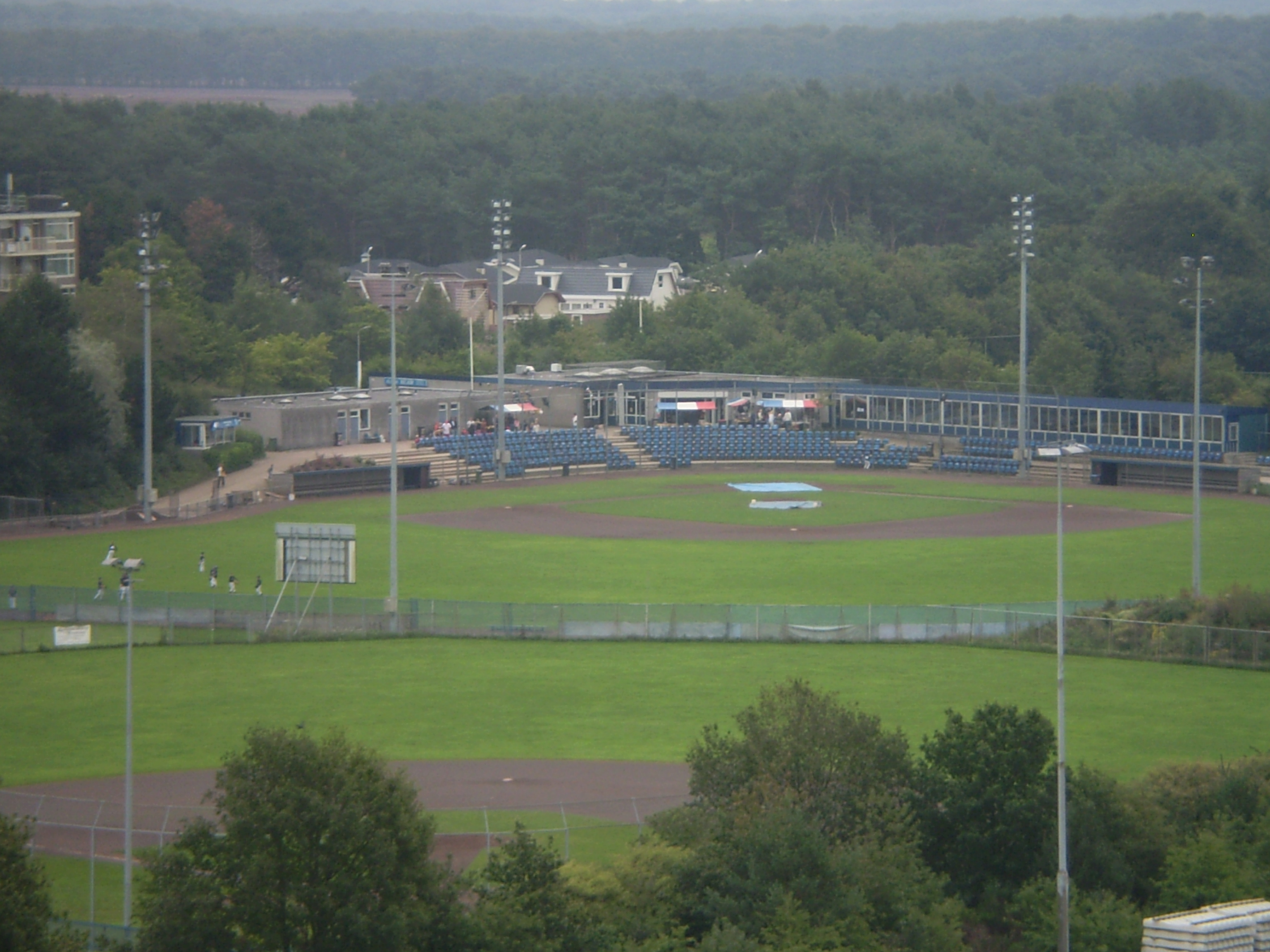
HCAW honkbalcomplex met stadion gezien vanaf de watertoren

Bussum heeft verder naast de gebruikelijke recreatievoorzieningen een fietscrossbaan, een skatebaan en klimhal en het zwembad De Zandzee (voorheen "Sportfondsenbad Bussum") dat sinds september 2006 een geheel vernieuwd overdekt zwembad is geworden, dat tevens over een therapiebad voor ouderen, revaliderenden en gehandicapten beschikt. Bussum huisvest vele sportverenigingen waaronder de bekende in de hoofdklasse uitkomende honkbal- en softbalvereniging HCAW (Honkbal Club Allen Weerbaar), die tweemaal Nederlands kampioen werd en sinds jaar en dag spelers levert voor het nationale team. Ook het Bussums Schaak Genootschap (BSG) speelt regelmatig in de competitie op het hoogste niveau van Nederland. De in 1911 opgerichte schaakclub is echter nog nooit landskampioen geweest, maar wel een keer tweede van Nederland. De "nationale beker" en het NK snelschaken voor teams heeft BSG weleens gewonnen. BSG zit samen met enkele bridgeclubs in het Denksportcentrum aan de Nieuwe Englaan. Er zijn tevens drie voetbalverenigingen, een handbalvereniging, een korfbalvereniging, een fietscrossvereniging en een atletiekvereniging. Verder heeft Bussum twee scoutinggroepen: Scouting Arrowe en Scouting Erica.

### Coffeeshop
Sinds 1982 heeft Bussum op instigatie van de toenmalige burgemeester Willem Holthuijsen één coffeeshop die door de gemeente gedoogd wordt, de Piramide in de Kapelstraat. Een oorspronkelijk door de gemeente opgerichte, maar inmiddels verzelfstandigde stichting houdt toezicht en zorgt ook voor de voorlichting op het gebied van drugsgebruik en wordt ondersteund door de welzijnsorganisatie voor het Gooi, Versa. Dit model heeft navolging in andere plaatsen gehad en staat bekend als het "Bussumse model", waarbij er geen verkoop van softdrugs elders dan in de coffeeshop van de stichting wordt toegestaan en er strikte controle is op gebruik.

## Bestuur en openbare voorzieningen

### Politiek
De laatste gemeenteraad van Bussum bestond uit 23 zetels. Hieronder staat de samenstelling van de gemeenteraad sinds 1998 tot de fusie:
| VVD                      | 7  | 7  | 7  | 9      | 5  |
| CDA                      | 6  | 7  | 4  | 3      | 2  |
| PvdA                     | 4  | 3  | 5  | 4      | 3  |
| GroenLinks               | 4  | 4  | 4  | 3      | 2  |
| D66                      | 2  | 2  | 2  | 2      | 2  |
| ChristenUnie             | -  | -  | 1  | 1      | -  |
| Bussums Bloei            | -  | -  | -  | 1      | -  |
| Hart voor Bussum         | -  | -  | -  | -      | 4  |
| Gooise Ouderen Partij    | -  | -  | -  | -      | 2  |
| Partij voor Bussum (PVB) | -  | -  | -  | -      | 1  |
| Fractie Krabbendam       | -  | -  | -  | -      | 1  |
| GooiDuursaam             | -  | -  | -  | -      | 1  |
| Totaal                   | 23 | 23 | 23 | 23     | 23 |
| Opkomst                  |    |    |    | 45,21% |    |

Sinds de Tweede Wereldoorlog vormde de VVD samen met CDA (voorheen haar voorgangers) en de PvdA het college in de gemeente. Hoewel Bussum bestuurd mocht worden door vier wethouders, gezien het inwoneraantal, leverden alle drie de partijen er slechts één elk. Pas sinds 2004 mochten er commissieleden plaatsnemen die geen raadslid waren.
Vanaf 2010 werd het dagelijks bestuur gevormd door de VVD met twee wethouders, de PvdA met 1 wethouder, GroenLinks met 1 wethouder, en de ChristenUnie, die zelf geen wethouder leverde.
In 2014 vormden de VVD, de PvdA, GroenLinks en D66 een college van vier wethouders. De ChristenUnie verdween uit de raad. Een afsplitsing van een groot deel van de lijst van D66 gefuseerd met Bussums Bloei deed mee als Hart voor Bussum, behaalde vijf zetels en belandde in de oppositie. Nieuwkomer was de Gooise Ouderenpartij met twee zetels. Daarna splitste zich nog een raadslid van Hart voor Bussum af en twee van D66 en kwamen de eenpersoonsfracties GooiDuursaam (de lijsttrekker van D66), de Partij voor Bussum (ook een afsplitsing van D66) en de Fractie Krabbendam (afsplitsing van Hart voor Bussum) zelfstandig in de raad.

### Onderwijs
De vier middelbare scholen in Bussum zijn:
- Goois Lyceum
- Sint-Vituscollege
- Willem de Zwijger College
- De Fontein (voorheen Fontein Mavo)

### Woningbouw, infrastructuur en openbare werken
In de jaren zestig werd Bussum uitgebreid in de richting van Hilversum, met nieuwbouw in weinig fantasievolle wijken, zie Bussum-Zuid. De plaats kenmerkt zich in het algemeen door een zeer verzorgde, rustige en harmonische stedenbouwkundige ontwikkeling, met een in de tijd bezien doelmatige en doordachte planning. In dit opzicht is Bussum sterk contrasterend met de grotere buur Hilversum.

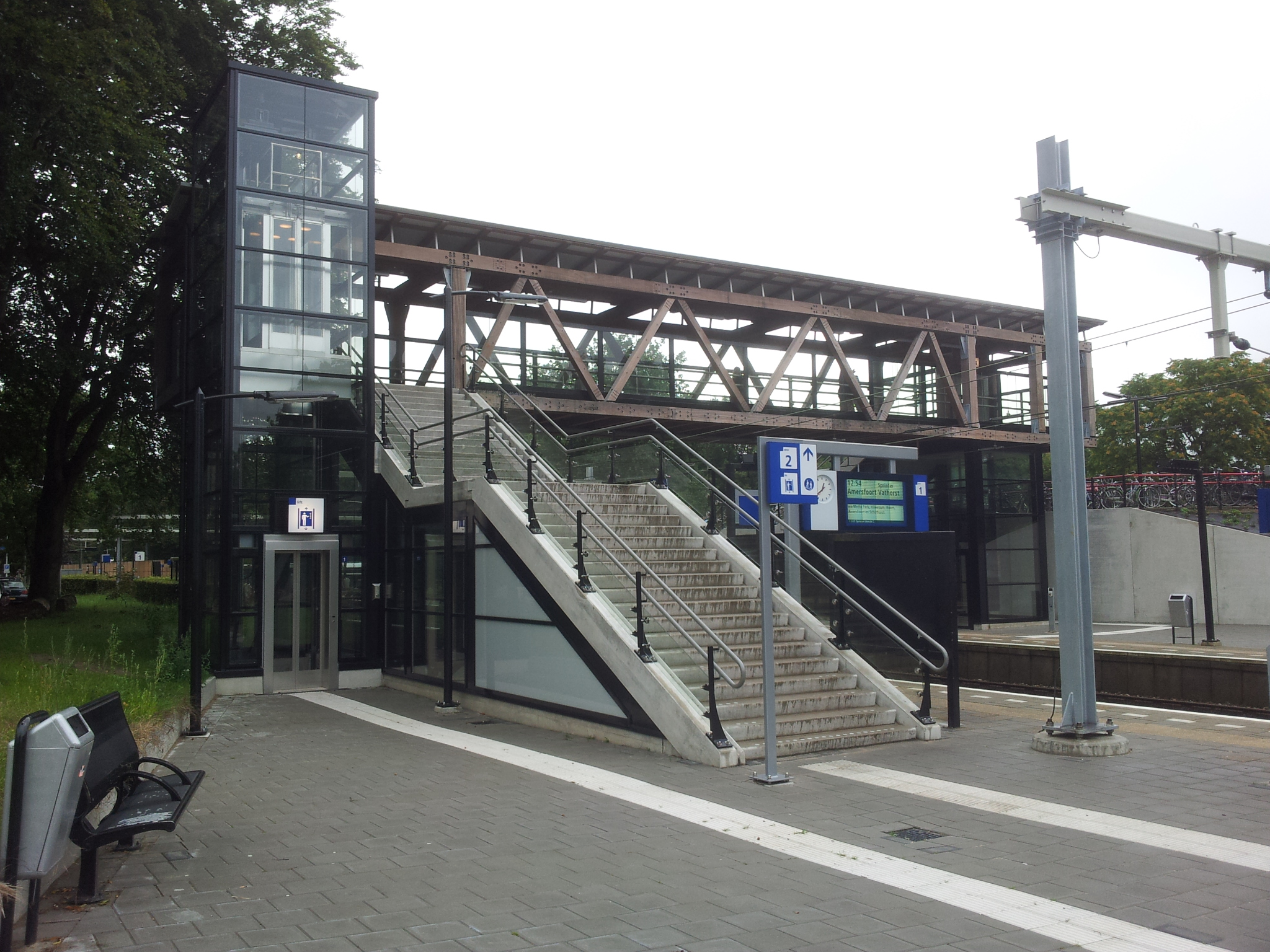
Station Bussum Zuid, traverse

Bussum heeft geen grote bedrijven meer binnen zijn gemeentegrenzen sinds de sluiting in 2006 van de Kolonel Palmkazerne (Landmacht). Op een deel van het kazerneterrein was enkele jaren een groot asielzoekerscentrum gevestigd, het AZC Crailo. Er zullen woningen en bedrijven komen.
 Langs de spoorbaan ligt het complex van de vroeger zeer bekende cacaofabriek Bensdorp. De fabriek sloot in 2004 haar deuren en het terrein werd verkocht aan een woningbouwvereniging. De architectonisch waardevolle delen van het Bensdorp-complex blijven behouden, en ingepast zullen woningen, ateliers en bedrijfsruimten gebouwd worden. De schoorsteen, die ook behouden zou blijven, is gesneuveld bij een storm in januari 2007.
In 1966 opende de Nederlandse Spoorwegen station Bussum Zuid als een van de eerste parkeerstations, bovendien uitgevoerd in bielzenarchitectuur, die toen grote populariteit verwierf op kleine stations en in tuinen. Dit bouwkundig element is in 2006 vervangen door beton. De functie van parkeerstation heeft het station nog steeds. Het gebruik ervan is sterk toegenomen sinds de gewijzigde dienstregeling van eind 2007. Bij het station is een Bastionhotel gevestigd.
De gemeente heeft een spoorse doorsnijding met veel overwegen, en streeft samen met de buurgemeente Naarden naar een verdiepte ligging van het spoor. Ook minder ingrijpende oplossingen zijn samen met ProRail bekeken, als verkeerstunnels bij de Generaal de la Reijlaan (auto) en Comeniuslaan (fiets). De bestuurlijke voorkeur gaat uit naar een verdiept spoor omdat dit de problemen beter blijvend oplost.

### Gemeentelijke herindeling
Provinciale Staten van Noord-Holland hadden in 2008 voorgesteld om per 1 januari 2010 van de gemeenten Bussum, Naarden, Muiden en Weesp één fusiegemeente te maken. De gemeente Bussum is echter hier unaniem tegen, mede gesteund een bewonerspeiling waar, bij een deelname van meer dan 50 % van de gehele bevolking (landelijk gezien de hoogste deelname aan een referendum ooit), een overweldigend aantal van 96,4% stemde voor een kleinere fusie met enkel Naarden. Bussum was bij een onderzoek binnen het Gooi qua bestuurskracht als beste uit de bus gekomen en het zal indien nodig tot de Eerste Kamer gaan ter voorkoming van de plannen van de provincie. Dit zou de eerste meervoudige fusie worden zonder enig draagvlak van onderop en zonder dat er bij de grootste gemeente een bestuurlijk knelpunt zou bestaan. Inmiddels heeft de Ministerraad toch een wetsvoorstel ingediend voor een fusie van deze vier gemeenten per 1 januari 2011 tot een nieuwe 'gemeente Naardermeer'.
Op 27 januari 2010 werd een rapport met onderzoeksresultaten over het voorstel voor de gemeentelijke herindeling van de Gooi en Vechtstreek gepresenteerd. Deze 'Second Opinion' werd vervolgens door de Bussumse burgemeester Schoenmaker aangeboden aan de Vaste Kamercommissie voor Binnenlandse Zaken en Koninkrijksrelaties (BZK). De Second Opinion bevatte een inhoudelijke en procedurele analyse van het rapport van met name de zogenoemde Commissie van Wijzen, die op 9 oktober 2008 door de staatssecretaris van Binnenlandse Zaken was ingesteld. Op 2 maart 2009 bracht deze Commissie haar rapport uit. Het was de bedoeling dat de Tweede Kamercommissie voor Binnenlandse Zaken op 5 maart 2010 op werkbezoek in de regio zou komen en dan met maatschappelijke partijen, inwoners en bestuurders van gedachten zou wisselen. Door de val van het kabinet-Balkenende IV werd de behandeling van het wetsvoorstel voorlopig van de agenda gevoerd en het voorstel zelf tot controversieel onderwerp verklaard. Het voorstel werd uiteindelijk in stemming gebracht op 22 mei 2012. Het werd hierbij verworpen, waardoor de fusie is afgeblazen.
Uiteindelijk is er besloten tot een fusie per 1 januari 2016 van alleen Bussum, Naarden en Muiden, onder de naam Gooise Meren. In augustus 2013 besloot de provincie besloten dat Weesp voorlopig zelfstandig zou blijven. Inmiddels heeft Weesp ervoor gekozen en besloten met Amsterdam te fuseren.

### Stedenband
Bussum heeft een jumelage met:
- Valašské Meziříčí (Tsjechië)

### Huisstijl
In 1994 is het logo van de gemeente Bussum ontworpen door ontwerp- en adviesbureau Proforma. De kleuren van het logo zijn blauw (Pantone 288) en geel (Pantone 103). Het logo bestaat uit:
- bovenaan het woord "Gemeente" in het geel;
- daaronder het woord "Bussum" in het blauw;
- onderaan het wapen van Bussum in dezelfde kleuren geel en blauw.

De lettertypen die de gemeente gebruikt heten Frutiger en ITC Garamond.